# Episodi di Star Trek: Voyager (terza stagione)
La terza stagione della serie televisiva Star Trek: Voyager è stata trasmessa negli Stati Uniti da UPN dal 4 settembre 1996 al 21 maggio 1997.
L'episodio Il prezzo dell'onestà ha vinto un Emmy Award nella categoria Outstanding Hairstyling for a Series; altri episodi candidati sono stati Profeti e perdite e Futuro anteriore (prima parte).
| nº | Titolo originale     | Titolo italiano                        | Prima TV USA      | Prima TV Italia   |
| -- | -------------------- | -------------------------------------- | ----------------- | ----------------- |
| 1  | Basics: Part 2       | Sopravvivenza (seconda parte)          | 4 settembre 1996  | 23 settembre 1999 |
| 2  | Flashback            | Flashback                              | 11 settembre 1996 | 23 settembre 1999 |
| 3  | The Chute            | La prigione                            | 18 settembre 1996 | 30 settembre 1999 |
| 4  | The Swarm            | Lo sciame                              | 25 settembre 1996 | 30 settembre 1999 |
| 5  | False Profits        | Profeti e perdite                      | 2 ottobre 1996    | 7 ottobre 1999    |
| 6  | Remember             | Un sogno per ricordare                 | 9 ottobre 1996    | 7 ottobre 1999    |
| 7  | Sacred Ground        | Terra sacra                            | 30 ottobre 1996   | 14 ottobre 1999   |
| 8  | Future's End: Part 1 | Futuro anteriore (prima parte)         | 6 novembre 1996   | 14 ottobre 1999   |
| 9  | Future's End: Part 2 | Futuro anteriore (seconda parte)       | 13 novembre 1996  | 21 ottobre 1999   |
| 10 | Warlord              | Il signore della guerra                | 20 novembre 1996  | 21 ottobre 1999   |
| 11 | The Q and the Grey   | Questioni di Q-ore                     | 27 novembre 1996  | 19 luglio 2000    |
| 12 | Macrocosm            | Il virus                               | 11 dicembre 1996  | 20 luglio 2000    |
| 13 | Fair Trade           | Il prezzo dell'onestà                  | 8 gennaio 1997    | 21 luglio 2000    |
| 14 | Alter Ego            | Un amore impossibile                   | 15 gennaio 1997   | 24 luglio 2000    |
| 15 | Coda                 | Circolo chiuso                         | 29 gennaio 1997   | 25 luglio 2000    |
| 16 | Blood Fever          | La febbre del sangue                   | 5 febbraio 1997   | 26 luglio 2000    |
| 17 | Unity                | Unito                                  | 12 febbraio 1997  | 27 luglio 2000    |
| 18 | Darkling             | Il lato oscuro                         | 19 febbraio 1997  | 4 novembre 1999   |
| 19 | Rise                 | L'ascesa                               | 26 febbraio 1997  | 6 agosto 2000     |
| 20 | Favorite Son         | Il gioco della mantide                 | 19 marzo 1997     | 8 agosto 2000     |
| 21 | Before and After     | Prima e dopo                           | 9 aprile 1997     | 4 novembre 1999   |
| 22 | Real Life            | Problemi di famiglia                   | 23 aprile 1997    | 14 agosto 2000    |
| 23 | Distant Origin       | L'origine della specie                 | 30 aprile 1997    | 21 agosto 2000    |
| 24 | Displaced            | Lo zoo                                 | 7 maggio 1997     | 28 agosto 2000    |
| 25 | Worst Case Scenario  | La peggiore delle ipotesi              | 14 maggio 1997    | 3 settembre 2000  |
| 26 | Scorpion: Part 1     | Il patto dello scorpione (prima parte) | 21 maggio 1997    | 4 settembre 2000  |

## Sopravvivenza(seconda parte)
- Titolo originale: Basics: Part 2
- Diretto da: Winrich Kolbe
- Scritto da: Michael Piller

### Trama
Mentre l'equipaggio cerca di sopravvivere sul pianeta su cui sono stati abbandonati, Culluh (il Maje dei Kazon) cerca di unire le fazioni Kazon sotto il suo comando mostrando la potenza della Voyager. Il Dottore e Lon Suder, rimasti a bordo senza che i Kazon se ne siano accorti, cercano di sabotare la nave e di contattare i Talassiani per riconquistare la nave. Seska scopre che suo figlio è metà Kazon, quindi il bimbo è di Culluh e non di Chakotay. La donna inoltre si accorge che a bordo della Voyager c'è un sabotatore: con l'inganno il Dottore le fa credere di essere stato lui e lei lo disattiva; in automatico arriva un messaggio a Suder con cui viene informato di essere l'unica speranza, a parte Paris, di riprendere la nave. Suder pertanto cede alla violenza, che aveva represso grazie agli insegnamenti di Tuvok, e uccide molti Kazon: viene ferito a morte a sua volta, ma riesce a sabotare la nave prima di morire. Ciò consente a Paris di teletrasportare i Talassiani a bordo della Voyager. Anche Seska muore in seguito all'attacco; Culluh prende il loro bambino e ordina ai Kazon di abbandonare la nave. Paris ritorna a prendere il suo capitano e tutti gli altri, e la Voyager riprende il suo viaggio verso il quadrante Alfa.
- Guest star: Brad Dourif (Lon Suder)
- Altri interpreti: Anthony De Longis (Culluh), Martha Hackett (Seska), Nancy Hower (Samantha Wildman), Simon Billig (Hogan), Scott Haven (ingegnere Kazon)
- La prima parte di questo episodio fa parte della seconda stagione.

## Flashback
- Titolo originale: Flashback
- Diretto da: David Livingston
- Scritto da: Brannon Braga

### Trama
Tuvok è colpito da strani attacchi che lo disorientano e fanno riaffiorare un ricordo della sua infanzia in cui sta cercando di salvare (senza riuscirci) una bambina in bilico su un precipizio. Tuvok sostiene di non aver mai vissuto tale situazione, ma tale ricordo assume una violenza tale che il Vulcaniano rischia di morire. Il Dottore spiega che il problema può essere risolto con una fusione mantale e Tuvok chiede aiuto al capitano Janeway; i due compiono una fusione mentale, nel corso della quale i ricordi di Tuvok portano al tempo in cui era un ufficiale scientifico a bordo della USS Excelsior capitanata da Hikaru Sulu, quando esplose la luna di Praxis nel 2293, fatto che portò alla pace dell'Impero Klingon con la Federazione. Mentre Tuvok e Janeway sono in piena fusione mentale, il Dottore trova nelle loro menti un terzo schema mentale: è un virus che imita gli schemi neuronali, ma il Dottore riesce a debellarlo con delle radiazioni.
- Guest star: George Takei (Hikaru Sulu)
- Altri interpreti: Grace Lee Whitney (Janice Rand), Michael Ansara (Kang), Jeremy Roberts (Dmitri Valtane), Boris Lee Krutonog (Lojur)
- Questo episodio commemora il trentennale di Star Trek; i flashback si svolgono durante gli eventi di Rotta verso l'ignoto, il sesto film della serie.

## La prigione
- Titolo originale: The Chute
- Diretto da: Les Landau
- Scritto da: Clayvon C. Harris (soggetto); Kenneth Biller (sceneggiatura)

### Trama
Accusati ingiustamente di un attentato terroristico avvenuto sul pianeta Akritia, Harry Kim e Tom Paris sono rinchiusi in una prigione, dove ai prigionieri è impiantato un congegno che stimola l'aggressività, portandoli a combattersi tra di loro e a impazzire. Durante una rissa, Paris viene ferito gravemente, mentre Kim trova un modo per risalire lungo lo scivolo da cui viene calato il cibo, solo per scoprire che la prigione è su un'astronave. Janeway rintraccia i veri terroristi, ma la politica akritiana non prevede cancellazioni delle pene comminate. La Voyager, usando la navetta di Neelix, assalta la nave-prigione liberando i membri del suo equipaggio.
- Altri interpreti: Don R. McManus (Zio), Robert Pine (Liria), James Parks (Vel), Ed Trotta (Pit), Beans Morocco (Rib), Rosemary Morgan (Piri)

## Lo sciame
- Titolo originale: The Swarm
- Diretto da: Alexander Singer
- Scritto da: Michael Sussman

### Trama
Navigando all'interno dello spazio di una specie aliena ostile, la Voyager viene attaccata da uno sciame di piccole navicelle aliene. Inoltre la memoria del Dottore è sovraccarica, rendendo necessario ricorrere al programma diagnostico olografico per evitare la sua distruzione. B'Elanna Torres cerca di porvi rimedio, ma l'attacco alieno rende necessario la sua presenza in sala macchine. Kes interagisce con la proiezione olografica del dottor Zimmermann, colui che ha creato il Dottore, e l'unica soluzione sembra scambiare la matrice della proiezione di Zimmermann con quella del Dottore, anche se c'è il rischio che il medico olografico perda la memoria accumulata negli ultimi due anni. Lo scambio riesce, ma il Dottore non riconosce alcuno; Kes è triste, ma si rincuora quando lo sente canticchiare l'aria di un'opera lirica a cui si stava appassionando prima del malfunzionamento.
- Altri interpreti: Carole Davis (Giuseppina Pentangeli), Steven Houska (Chardis)

## Profeti e perdite
- Titolo originale: False Profits
- Diretto da: Cliff Bole
- Scritto da: George A. Brozak (soggetto); Joe Menosky (sceneggiatura)

### Trama
La Voyager rileva le tracce di replicatori del quadrante Alfa; seguendo le tracce, arriva a un pianeta governato da due Ferengi, adorati dalla popolazione come semidei. Nel sistema stellare è anche presente un tunnel spaziale instabile, usato dai Ferengi per arrivare lì, che potrebbe ricondurre l'equipaggio a casa. Janeway vorrebbe portare via i due Ferengi, ma non facendo essi parte della Federazione, non sono soggetti alla Prima direttiva, né ad altre leggi. Per convincerli ad andarsene di loro spontanea volontà, Neelix si traveste da Grande Legato del Grande Nagus e li informa che sono stati richiamati in patria, ma viene smascherato. Con uno stratagemma, la Voyager riesce a teletrasportare a bordo i due Ferengi, ma fuggono con la loro navetta verso il tunnel spaziale, che era stato temporaneamente stabilizzato dall'equipaggio di Janeway per poter tornare a casa. I Ferengi vengono risucchiati nel tunnel che, dopo il loro transito, scompare chiudendo il passaggio alla Voyager, costretta a mandar giù un'altra delusione e a riprendere il suo lungo viaggio verso a casa.
- Altri interpreti: Dan Shor (Arridor), Leslie Jordan (Kol), Michael Ensign (bardo), Rob LaBelle (Kafar), Alan Altshuld (fabbricante di sandali), John Walter Davis (mercante)
- Robert Blackman è stato candidato per questo episodio all'Emmy 1997 nella categoria Outstanding Costume Design for a Series
- In questa puntata si fa riferimento a eventi narrati nell'episodio Tunnel conteso della serie Star Trek: The Next Generation.

## Un sogno per ricordare
- Titolo originale: Remember
- Diretto da: Winrich Kolbe
- Scritto da: Brannon Braga e Joe Menosky (soggetto); Lisa Klink (sceneggiatura)

### Trama
La Voyager accoglie a bordo dei passeggeri da Enara Prime, che si rivelano appartenere a una specie telepate. Mentre sono ospiti a bordo, B'Elanna Torres comincia a fare sogni molto intensi, riguardanti una relazione proibita tra una giovane donna di nome Corinna e un membro dei Reazionari, un gruppo che rifiutava la tecnologia. I sogni si fanno sempre insistenti, fino a farle perdere conoscenza. Il Dottore trova il modo di chiudere la mente di B'Elanna a questo flusso di ricordi esterni ma lei, pur di conoscere la fine della storia, rifiuta il soppressore neurale: scopre così che su Enara Prime c'era stata tempo prima una deportazione di massa dei Reazionari, e che i ricordi le vengono trasmessi da un'anziana Enarana, la protagonista dei sogni di B'Elanna. L'Enarana non vuole che la memoria dell'uccisione di massa, perché di quello si trattava, non vada persa, ma viene scoperta e ferita a morte sulla Voyager. Poco prima di morire trasmette a B'Elanna i suoi ricordi e si scopre che Corinna fu soggiogata e convinta dal padre a denunciare il suo innamorato, che fu condannato a morte per le sue azioni sovversive, cosa di cui non si è mai perdonata. B'Elanna diventa così testimone del genocidio e cerca di raccontarlo agli altri Enarani, ma non viene creduta; riesce tuttavia a convincere Jora, una giovane Enarana, a condividere i propri ricordi con lei, in modo che la testimonianza non vada perduta.
- Altri interpreti: Eugene Roche (Jor Brel), Charles Esten (Dathan), Athena Massey (Jessen), Eve Brenner (Jora Mirell), Bruce Davison (Jareth), Nancy Cain (Sandrik)

## Terra sacra
- Titolo originale: Sacred Ground
- Diretto da: Robert Duncan McNeill
- Scritto da: Geo Cameron (soggetto); Lisa Klink (sceneggiatura)

### Trama
Durante una visita al pianeta dei Nechani, Kes entra in un tempio sacro: avvicinatasi troppo a un altare viene colpita da una misteriosa forma di energia ed entra in coma. Janeway è quindi costretta a rivolgersi al consiglio sacro del pianeta per sapere come sia possibile curarla, ma i Nechani spiegano che generalmente i monaci entrano nel tempio sacro per purificare la loro anima, e che gli spiriti hanno punito Kes per il suo atto blasfemo. Il capitano decide quindi di sottoporsi alla purificazione per trovare un modo per aiutare Kes. Sarà un viaggio interiore che la porterà sì a salvare Kes, ma che le farà dubitare che la scienza, in cui ha sempre riposto fiducia, abbia sempre tutte le risposte.
- Altri interpreti: Becky Ann Baker (guida), Estelle Harris (anziana), Keene Curtis, Parley Baer (anziani), Harry Groener (magistrato)

## Futuro anteriore(prima parte)
- Titolo originale: Future's End: Part 1
- Diretto da: David Livingston
- Scritto da: Brannon Braga e Joe Menosky

### Trama
La Voyager incontra una distorsione spaziale dalla quale esce una navetta il cui occupante, il capitano Braxton, riferisce che nel XXIX secolo, dal quale proviene, la Voyager ha causato la distruzione della Terra, e quindi deve distruggerla. Durante lo scontro a fuoco, entrambe le navi sono risucchiate dalla distorsione e sbalzate sulla Terra: Braxton finisce nel 1967, la Voyager nel 1996. Nel tentativo di contattare Braxton per tornare nel proprio tempo, l'equipaggio scopre che un industriale, Henry Starling, si è impossessato della nave temporale e ha immesso sul mercato nel corso degli anni alcune tecnologie future. Durante il tentativo di teletrasportare a bordo della Voyager la nave temporale, tuttavia, Starling riesce a scaricare una parte del database della nave, tra cui il Dottore. Intanto Paris e Tuvok fanno amicizia con una giovane astronoma che ha individuato la Voyager in orbita attorno alla Terra e che ha contatti con Starling.
- Guest star: Ed Begley Jr. (Henry Starling)
- Altri interpreti: Sarah Silverman (Rain Robinson), Allan G. Royal (Braxton)
- Questo episodio è stato candidato all'Emmy 1997 nella categoria Outstanding Sound Mixing for a Drama Series

## Futuro anteriore(seconda parte)
- Titolo originale: Future's End: Part 2
- Diretto da: Cliff Bole
- Scritto da: Brannon Braga e Joe Menosky

### Trama
Starling ha in ostaggio il Dottore e lo fornisce di un proiettore olografico portatile, in modo che non debba essere confinato in ambienti dotati di dispositivi olografici. Janeway parla a Starling e gli spiega che il suo viaggio nel futuro provocherà un'esplosione temporale, ma l'uomo, accecato dal potere che gli deriverà dalla tecnologia del XXIX secolo, non l'ascolta. Starling riesce ad attivare la nave temporale e parte per il suo viaggio. La Voyager, dopo aver recuperato Chakotay e Torres che erano precipitati nel deserto con una navetta, insegue la navetta e la distrugge, uccidendo Starling prima che riesca ad attivarla. Il pericolo è scongiurato, ma la Voyager è intrappolata ora nel XX secolo, quando davanti a loro si apre una frattura spazio-temporale e compare una navetta, pilotata da Braxton; la linea temporale da cui proviene è differente: il disastro è scongiurato e lui ha ricevuto l'ordine dalla Commissione per l'Integrità Temporale di riportare la Voyager dov'era prima che tutto iniziasse. Janeway gli chiede di riportare la nave nel loro tempo, ma nel quadrante Alfa, ma l'uomo rifiuta perché ciò violerebbe la Prima direttiva temporale. Janeway e gli altri si ritrovano così a dover riprendere il loro viaggio, mentre il Dottore, grazie al proiettore olografico portatile, ora non è più confinato in infermeria o sul ponte ologrammi.
- Guest star: Ed Begley Jr. (Henry Starling)
- Altri interpreti: Sarah Silverman (Rain Robinson), Allan G. Royal (Braxton), Brent Hinkley (Butch), Clayton Murray (Porter)

## Il signore della guerra
- Titolo originale: Warlord
- Diretto da: David Livingston
- Scritto da: Andrew Shepard Price e Mark Gaberman (soggetto); Lisa Klink (sceneggiatura)

### Trama
La Voyager recupera tre alieni feriti. Uno di loro, poco prima di morire, trasferisce la sua personalità in Kes, prendendo il controllo del suo corpo. Kes quindi ruba una navetta e si dirige con gli altri due sopravvissuti verso il loro pianeta di origine, dove effettuano un colpo di Stato. Intanto sulla Voyager Janeway si organizza con il figlio del governatore spodestato per ripristinare la legge e, soprattutto, cercare di riavere Kes. Tuvok scende sul pianeta e si fa catturare, pur di raggiungere Kes e aiutarla nella battaglia interiore per sconfiggere l'ospite mentale indesiderato. L'intervento dell'equipaggio della Voyager unito alla lotta che Kes porta avanti con l'alieno nella sua mente aiuteranno la ragazza a liberarsi dell'ospite sgradito.
- Altri interpreti: Anthony Crivello (Adin), Brad Greenquist (Demmas), Galyn Görg (Nori), Charles Emmett (Resh), Karl Wiedergott (Ameron), Leigh J. McCloskey (Tieran)

## Questioni di Q-ore
- Titolo originale: The Q and the Grey
- Diretto da: Cliff Bole
- Scritto da: Shawn Piller (soggetto); Kenneth Biller (sceneggiatura)

### Trama
Q compare nella cabina del capitano Janeway perché vuole avere un figlio da lei. Tuttavia, una donna Q arriva improvvisamente, disapprovando Q. Questi porta se stesso e il capitano nel continuum Q, teatro di una guerra civile, rappresentato come un campo di battaglia della guerra di secessione americana. Nel frattempo, la donna Q, privata dei suoi poteri e rimasta a bordo della Voyager, trova il modo di raggiungere il continuum. I Q, dopo una battaglia, approvano il piano di Q di dare nuova linfa al continuum. Janeway torna sulla Voyager e vi ritrova Q, già diventato padre di un baby-Q.
- Guest star: John de Lancie (Q), Suzie Plakson (Q femmina), Harve Presnell (colonnello Q)
- Il titolo in inglese è tratto da The Blue and The Gray di Francis Miles Finch, riprendendo i colori delle divise degli eserciti nordista e sudista durante la guerra civile americana.[senza fonte]

## Il virus
- Titolo originale: Macrocosm
- Diretto da: Alexander Singer
- Scritto da: Brannon Braga

### Trama
Di ritorno da una missione diplomatica, il capitano Janeway e Neelix trovano la Voyager deserta. Il capitano scopre che la nave è stata infettata da un macrovirus; Neelix viene infettato e inizia a star male e presto Janeway scopre che solo lei e il Dottore sono gli unici non infetti. Il capitano scopre così dal racconto dell'MOE che mentre lei e Neelix erano via, la Voyager ha risposto alla chiamata di aiuto di un'astronave sulla quale c'era in corso un'emergenza sanitaria. A causa della scarsa efficacia dei sistemi della nave nei confronti di un virus alieno, nel momento in cui il Dottore ritorna sulla nave porta il virus a bordo e presto si infettano sia le gelatine neuronali che l'equipaggio. Rimasto presto da solo, il Dottore si mette al lavoro per cercare una cura. Completato l'antidoto, devono tuttavia arrivare ai sistemi ambientali per diffonderlo. Tutto si complica quando una specie aliena li attacca perché conoscono il virus e intendono distruggere la nave per evitarne la diffusione. Distraendo il macrovirus con i personaggi del ponte ologrammi, Janeway riesce ad arrivare ai sistemi vitali e diffondere la cura.
- Altri interpreti: Albie Selznick (console Tak Tak), Michael Fiske (minatore Garan)

## Il prezzo dell'onestà
- Titolo originale: Fair Trade
- Diretto da: Jesús Salvador Treviño
- Scritto da: Ronald Wilkerson e Jean Louise Matthias (soggetto); André Bormanis (sceneggiatura)

### Trama
In procinto di entrare in una zona dello spazio inesplorata, la Voyager si ferma ad una stazione spaziale per fare rifornimento. Qui Neelix, già preoccupato dal fatto che da lì in poi non potrà essere utile come guida, incontra un vecchio amico che lo coinvolge nel traffico di una sostanza stupefacente. Durante l'incontro clandestino ci scappa il morto e la traccia del disgregatore è riconducibile a un phaser della Federazione. Neelix e il suo amico fanno un accordo col direttore della stazione spaziale: un'imboscata con i criminali per farli catturare in cambio dell'amnistia. Durante l'incontro avviene un incidente: Neelix finisce in infermeria e i criminali vengono catturati. Janeway è profondamente delusa dal comportamento di Neelix che le spiega i suoi timori di diventare inutile. Janeway gli dice che i suoi timori sono infondati, ma lo mette in punizione ugualmente per aver mentito all'equipaggio.
- Altri interpreti: James Nardini (Wixiban), Carlos Carrasco (Bahrat), Alexander Enberg (Vorik), Steve Kehela (Sutok), James Horan (Tosin), Eric Sharp (commerciante di mappe)
- Vincitore dell'Emmy 1997 nella categoria Outstanding Hairstyling for a Series

## Un amore impossibile
- Titolo originale: Alter Ego
- Diretto da: Robert Picardo
- Scritto da: Joe Menosky

### Trama
In vicinanza di uno strano fenomeno spaziale, Harry Kim chiede a Tuvok di insegnargli a controllare le proprie emozioni, perché si è innamorato di Marayna, un personaggio del ponte ologrammi. Tuvok, incontrandola, rimane stranamente affascinato da lei, scatenando la gelosia ossessiva di Kim. Tuvok cancella il personaggio dalla simulazione, ma se la ritrova inspiegabilmente nel suo alloggio. La donna gli dice di voler stare con lui e Tuvok scopre che ha accesso alle funzioni dell'astronave; si scopre che è un programma olografico senziente. L'equipaggio comprende che tutto ha origine dal fenomeno spaziale osservato, che ospita un'aliena che ha l'incarico di mantenere stabile la nebulosa, che per la sua gente è un'attrazione astronomica. Ella minaccia di distruggere la Voyager se Tuvok non rimarrà con lei, ma il Vulcaniano la convincerà a desistere.
- Altri interpreti: Sandra Nelson (Marayna), Alexander Enberg (Vorik)

## Circolo chiuso
- Titolo originale: Coda
- Diretto da: Nancy Malone
- Scritto da: Jeri Taylor

### Trama
Chakotay e Janeway stanno tornando sulla Voyager con una navetta; dopo un atterraggio di fortuna in seguito all'attacco dei Vidiiani, il capitano Janeway vive una serie di visioni che si concludono con la sua morte, ogni volta risvegliandosi nella navetta, come in un loop temporale. Tornati sulla Voyager, sembra che solo Janeway si ricordi dell'anello temporale; ricoverata in infermeria, il Dottore comunica al capitano che ha contratto la fagia e la informa che non può fare nulla per curarla e che, per evitare che soffra, deve praticarle l'eutanasia. Janeway muore e si ritrova sulla navetta con Chakotay, di nuovo da capo. Dopo essere morta per l'ennesima volta, incontra quello che sembra suo padre, deceduto anni prima, che le spiega che è morta e deve passare oltre. Quando l'uomo si fa insistente, Janeway capisce che c'è sotto qualcosa e ha dei flash su se stessa, a terra, ferita e morente assistita dal Dottore, da Tuvok e Chakotay. Capisce che il padre non è altri che un alieno che vive in una sorta di realtà parallela e che si nutre della forza vitale delle persone morenti che gli capitano a tiro, ma per farlo ha bisogno che le "vittime" siano consenzienti. Janeway lo osteggia e permette così al Dottore di curarla.
- Altri interpreti: Len Cariou (Ammiraglio Janeway), Tarik Ergin (Ayala), Richard Sarstedt (William McKenzie)

## La febbre del sangue
- Titolo originale: Blood Fever
- Diretto da: Andrew Robinson
- Scritto da: Lisa Klink

### Trama
Il guardiamarina vulcaniano Vorik attraversa il suo primo pon farr, un periodo di aggressività dovuto al suo istinto di accoppiarsi; si propone a Torres come suo sposo e, al rifiuto della ragazza, la aggredisce. Intanto Torres, Paris e Neelix scendono su un pianeta per ispezionare alcune miniere apparentemente abbandonate, ma che si rivela abitata da alieni che prendono in ostaggio Chakotay e Tuvok, che sono anche loro scesi sul pianeta per aiutare Neelix, che si è ferito, e per recuperare B'Elanna, alla quale Vorik ha trasmesso il pon farr e che sta diventando sempre più aggressiva, anche a causa della sua natura metà Klingon. Torres si ritrova isolata a causa di una frana insieme a Paris che, nonostante le avances della ragazza, cerca di tenerla a distanza. Anche il Dottore cerca di aiutare Vorik, che rifiuta ogni consiglio e scende anche lui sul pianeta a cercare B'Elanna; i due si fronteggeranno in uno scontro rituale, che costituisce una delle risoluzioni del pon farr. Poco prima di lasciare il pianeta, Chakotay mostra al capitano i resti di un cadavere borg.
- Altri interpreti: Alexander Enberg (Vorik), Deborah Levin (Lang), Bruce Bohne (Ishan)

## Unito
- Titolo originale: Unity
- Diretto da: Robert Duncan McNeill
- Scritto da: Kenneth Biller

### Trama
Chakotay e il guardiamarina Kaplan, durante una ricognizione con una navetta, ricevono una chiamata di soccorso, che seguono fino a un pianeta. Attaccati, Kaplan muore, mentre Chakotay si risveglia ferito, assistito da persone originarie del quadrante Alfa, che si rivelano essere ex-droni Borg che si sono ritrovati separati dalla collettività dopo la battaglia di Wolf 359. Chakotay scopre che la comunità ha integrato alcune capacità borg nella loro vita quotidiana, come lo sfruttare la connessione collettiva per curarsi. Chakotay sta peggiorando e gli ex Borg gli propongono una minima assimilazione per curarlo e l'uomo accetta la connessione neuronale. Al suo risveglio, è guarito e ripensa stupito all'esperienza della collettività. La Voyager scopre il relitto di un cubo Borg: il fatto inquietante è che sembra che i Borg siano stati sconfitti da un nemico ancor più potente di loro. Quando la Voyager raggiunge il pianeta, Janeway riceve una richiesta inquietante: riattivare per pochi minuti il generatore di un cubo Borg per ripristinare la connessione neuronale tra i membri della collettività affinché possano sfruttare la mente comune per curarsi e prosperare senza conflitti. Chakotay appoggia la richiesta, ma il capitano rifiuta. La collettività non esita a sfruttare la connessione residua con Chakotay per raggiungere i suoi scopi costringendolo ad attivare il generatore neuroelettrico. L'attivazione risveglia la collettività a bordo del cubo, che inspiegabilmente si autodistrugge poco dopo. La nuova collettività, autochiamatasi "cooperativa", contatta la Voyager: dicono che sono stati loro a far esplodere il cubo, si scusano per ciò che è successo e per aver costretto Chakotay ad agire in quel modo. Assicurano che l'hanno fatto solo per sopravvivere e informano di aver reciso il legame dell'uomo con la collettività.
- Altri interpreti: Lori Hallier (Riley Frazier), Ivar Brogger (Orum), Susan Patterson (Marie Kaplan)

## Il lato oscuro
- Titolo originale: Darkling
- Diretto da: Alexander Singer
- Scritto da: Brannon Braga e Joe Menosky (soggetto); Joe Menosky (sceneggiatura)

### Trama
Il Dottore, per potenziare il suo programma, si sottopone a un processo per assimilare le caratteristiche di alcune figure famose. La Voyager aiuta intanto due piloti a rifornire una colonia di medicinali, e Kes, che si è lasciata da poco con Neelix, si innamora di uno dei due, che tuttavia viene misteriosamente aggredito. Si scopre che le aggiunte del Dottore al suo programma ne hanno sviluppato un lato oscuro di cui lui non ha né controllo, né coscienza. Quando Torres lo informa che vuole eliminare le subroutine aggiuntive perché stanno danneggiando il suo programma, la personalità oscura del Dottore prende il sopravvento e la aggredisce, rendendola temporaneamente invalida e minacciando di torturarla se la ragazza non eliminerà il Dottore "buono". Successivamente rapisce Kes e minaccia di ucciderla, ma vengono salvati dall'equipaggio della Voyager, che ripulisce il programma del Dottore dalle personalità aggiuntive, facendolo tornare alla normalità.
- Altri interpreti: David Lee Smith (Zahir), Stephen Davies (Nakahn), Noél De Souza (Gandhi), Christopher Clarke (Lord Byron), Sue Henley (guardiamarina Brooks)

## L'ascesa
- Titolo originale: Rise
- Diretto da: Robert Scheerer
- Scritto da: Jimmy Diggs (soggetto); Brannon Braga (sceneggiatura)

### Trama
La Voyager sta aiutando i Nezu, un popolo conosciuto nel quadrante Delta, a fronteggiare una pioggia di asteroidi che minaccia di uccidere decine di migliaia di persone; durante la missione riceve una chiamata dalla superficie dal dottor Vatm che rivela indizi sull'origine artificiale del bombardamento. Scesi con una navetta per indagare, Tuvok e Neelix si trovano bloccati sul pianeta, senza navetta e senza comunicazioni, e l'unico modo per raggiungere il raggio d'azione delle comunicazioni della nave è salire lungo un "laccio orbitale", una sorta di ascensore che è in grado di raggiungere una postazione orbitante a 300 km di quota; durante l'ascesa, il dottor Vatm viene assassinato e si scopre che a bordo della cabina c'è un dispositivo con dentro specifiche tattiche relative a un'astronave di una specie nemica a quella di Vatm, gli Etaniani. Intanto la Voyager viene proprio attaccata da questa specie, che viene respinta grazie a queste specifiche. Si apprende che l'Ordine Etaniano utilizza il metodo di bombardare i pianeti con finti asteroidi, con lo scopo di far evacuare la popolazione locale e impossessarsi dei territori.
- Altri interpreti: Alan Oppenheimer (ambasciatore Nezu), Lisa Kaminir (Lillias), Kelly Connell (Sklar), Tom Towles (Vatm), Geof Prysirr (Hanjuan)

## Il gioco della mantide
- Titolo originale: Favorite Son
- Diretto da: Marvin V. Rush
- Scritto da: Lisa Klink

### Trama
La Voyager viene contattata da un'astronave nasariana; mentre Janeway sta parlando con gli alieni, Harry Kim apre il fuoco contro di loro sostenendo che stiano per attaccare. Kim viene messo agli arresti e inizia ad avere incubi strani e sensazioni di deja vu. Successivamente le indagini di Tuvok portano a scoprire che la nave in effetti stava per aprire il fuoco e che Kim, con il suo presentimento, ha salvato tutti. Dopo essersi avvicinati a un pianeta alieno abitato in gran parte da donne, Kim scopre di essere un membro della specie che abita su quel pianeta, i Taresiani: loro "creano" gli embrioni in provetta e li impiantano nelle donne in ogni parte della galassia affinché, quando torneranno a casa, possano portare con loro altre culture e una biodiversità che altrimenti sarebbe loro preclusa. Harry si ritrova a conoscere usanze e modi di fare tipici del pianeta e decide di restare temporaneamente per capirci qualcosa. Mentre la Voyager indaga, incontrano l'alieno che Harry aveva attaccato, che li informa che non rivedranno più il membro del loro equipaggio; Janeway torna a Taresia per parlare con Kim, ma viene rifiutata qualsiasi comunicazione. Il Dottore intanto scopre da analisi precedenti che Kim non aveva frammenti di DNA taresiano e che quindi è tutta una mistificazione: i Taresiani infatti spargono un retrovirus di loro progettazione che altera il DNA del corpo di un ospite maschio, trasformandolo gradualmente in un Taresiano e che lo spinge a tornare su Taresia, dove viene fatto accoppiare con altre femmine. Tale processo, tuttavia, causa la morte del maschio. Harry, sospettando che qualcosa non vada, cerca di fuggire dalla sua prigione dorata mentre la Voyager giunge sul pianeta proprio nel momento giusto per teletrasportarlo in salvo.
- Altri interpreti: Cari Shayne (Eliann), Deborah May (Lyris), Patrick Fabian (Taymon), Kelli Kirkland (Rinna), Kristanna S. Loken (Malia), Christopher Carroll (Alben), Irene Tsu (Mary Kim)

## Prima e dopo
- Titolo originale: Before and After
- Diretto da: Allan Kroeker
- Scritto da: Kenneth Biller

### Trama
Kes ha nove anni ed è entrata nel morilogio, il periodo che caratterizza gli ultimi mesi di vita di un Ocampa. Sottoposta a un trattamento sperimentale per allungarle la vita, Kes comincia a "saltare" indietro nel tempo, vivendo vari periodi della sua vita che lei non ricorda, tra cui il suo matrimonio con Tom Paris, la nascita della loro bambina Linnis, e il matrimonio della figlia con Harry Kim, da cui nascerà Andrew. Durante questi episodi della sua vita ci sarà l'attacco dei Krenim alla nave, in cui muoiono il capitano Janeway e B'Elanna Torres. A ogni salto acquisisce informazioni sul perché è in tale stato: l'attacco krenim con dei cronosiluri l'ha contaminata con delle particelle temporali che sono state attivate dal Dottore con la sua cura sperimentale. In uno dei suoi salti riuscirà a trovare la frequenza temporale e a comunicarla al Dottore in modo da fermare il processo.
- Altri interpreti: Jessica Collins (Linnis Paris), Michael L. Maguire (Benaren), Christopher Aguilar (Andrew Kim), Janna Michaels (Kes giovane)

## Problemi di famiglia
- Titolo originale: Real Life
- Diretto da: Anson Williams
- Scritto da: Harry 'Doc' Kloor (soggetto); Jeri Taylor (sceneggiatura)

### Trama
Il Dottore si crea sul ponte ologrammi una famiglia olografica perfetta, ma l'intervento di B'Elanna Torres gli fa capire che la simulazione è troppo lontana dalla realtà; decide pertanto di apportare delle modifiche, che porteranno non pochi problemi "familiari" e che sfoceranno in un incidente in cui la sua bambina olografica si ritroverà agonizzante a causa di un trauma cranico. Inizialmente, per sfuggire al dolore, rifiuterà di dare corso alla storia, ma Paris gli fa capire che anche il dolore è importante: tutti loro hanno perso almeno una persona cara che non vedranno più perché il quadrante Alfa è lontano, e questo dolore li ha avvicinati tutti rendendoli quello che sono, ossia una famiglia; senza contare che a nessuno è concesso poter sfuggire ai dispiaceri della propria vita. Ciò convincerà il Dottore ad affrontare l'esperienza del suo lutto olografico come occasione di crescita personale. Nel frattempo, la Voyager indaga sulla morte di sessanta scienziati appartenenti a una specie apparentemente amichevole, scoprendo che in quella zona di spazio si formano dei "gorghi" subspaziali, fenomeni pericolosi ai quali la Voyager cerca di avvicinarsi con lo scopo per attingervi grandi quantità di energia, necessaria per poter mandare avanti molti sistemi della nave senza dover fare economie. 
- Altri interpreti: Wendy Schaal (Charlene), Glenn Harris (Jeffrey), Lindsey Haun (Belle), Stephen Ralston (Larg), Chad Haywood (K'Kath)

## L'origine della specie
- Titolo originale: Distant Origin
- Diretto da: David Livingston
- Scritto da: Brannon Braga e Joe Menosky

### Trama
L'equipaggio della Voyager si scopre oggetto di ricerca dei Voth, una specie tecnologicamente molto più avanzata di quella umana e che si ritengono la prima specie intelligente a essersi evoluta nel loro quadrante: alcuni di loro scoprono nel cadavere del tenente Hogan uno schema genetico del tutto simile al loro. Quando il ricercatore capo Gegen suggerisce che, malgrado le differenze di aspetto, in base a questi dati, il mondo di origine dei Voth è la Terra, il ministro Odala lo accusa di eresia. Per provare la propria teoria, Gegen e il suo assistente Veer rintracciano la Voyager e si infiltrano nella nave con una tecnologia di occultamento. Scoperti da Harry Kim, inizia la caccia ai clandestini che culmina con uno scontro a fuoco: uno degli alieni viene catturato, mentre l'altro riesce a teletrasportarsi portando con sé Chakotay per continuare le sue ricerche. Intanto il Dottore scopre che gli alieni hanno molti marcatori genetici in comune con gli esseri umani, dimostrando di fatto che erano abitanti della Terra ai tempi dei dinosauri. Intanto l'intera Voyager viene teletrasportata all'interno della città-nave su cui vivono i Voth e privata dell'energia. Il governo minaccia di uccidere tutti i membri dell'equipaggio se Gegen non si sottoporrà al giudizio dei suoi superiori: essi, pur di non rivedere le loro convinzioni, che chiamano Dottrina, sottoporranno Gegen a un processo inquisitorio liquidando le corrispondenze genetiche come convergenze casuali. Il ministro Odala chiederà a Gegen di abiurare; Chakotay prenderà le difese del ricercatore, supportato dalle evidenze scientifiche, affermando che accettare le nuove prove non significa rifiutare la Dottrina. Il ministro condanna all'ergastolo Gegen e tutto l'equipaggio della Voyager, facendogli capire che se abiurerà, gli Umani saranno salvi; lo scienziato accetterà a malincuore pur di salvare Chakotay e gli altri. Chakotay saluterà il nuovo amico regalandogli un modellino del pianeta Terra.
- Guest star: Concetta Tomei (ministro Odala)
- Altri interpreti: Henry Woronicz (Forra Gegen), Christopher Liam Moore (Tova Veer), Marshall R. Teague (Haluk), Nina Minton (Frola Gegen)

## Lo zoo
- Titolo originale: Displaced
- Diretto da: Allan Kroeker
- Scritto da: Lisa Klink

### Trama
Mentre Tom e B'Elanna stanno discutendo in un corridoio della nave, compare loro davanti un alieno. Si scopre presto che man mano che compare un membro di questa razza, i Nyriani, un membro dell'equipaggio della Voyager scompare; quando l'equipaggio è ridotto a poche unità, questi assaltano il ponte e prendono il comando della nave. I Nyriani in realtà hanno trasferito l'intero equipaggio in un ambiente artificiale, simile alla Terra. Con l'aiuto del Dottore e delle sue capacità, potenziate grazie a delle modifiche all'emettitore autonomo, Janeway e alcuni altri riescono a uscire dall'ambiente protetto, scoprendo che sono su un'enorme astronave su cui esistono 94 biosfere differenti, tutte abitate da altri alieni fatti prigionieri come loro, seppur trattenuti in ottime condizioni. Janeway e Tuvok riescono a prendere il controllo del dislocatore, teletrasportando il comandante dei Nyriani in un luogo freddo e inospitale, ricattandolo: la liberazione dalla loro fredda prigionia in cambio della restituzione della Voyager. Una volta riavuta la nave, Janeway farà in modo che anche gli altri alieni contattino le loro genti per poter tornare a casa.
- Altri interpreti: Kenneth Tigar (Dammar), Mark L. Taylor (Jarleth), James Noah (Rislan), Nancy Youngblut (Taleen), Deborah Levin (guardiamarina Lang)

## La peggiore delle ipotesi
- Titolo originale: Worst Case Scenario
- Diretto da: Alexander Singer
- Scritto da: Kenneth Biller

### Trama
Torres viene avvicinata da Chakotay, che la informa che molti membri Maquis sono scontenti della situazione e del capitano Janeway, e le chiede lealtà per un imminente ammutinamento. La Voyager viene presa e all'assalto partecipa anche Seska. Si scopre che è una simulazione olografica, che diviene rapidamente popolare tra l'equipaggio. L'autore è Tuvok, che aveva creato il programma per addestrare gli ufficiali della sicurezza. Poiché la simulazione è incompleta, e dato che tutti desiderano sapere come va a finire (Janeway compresa), Paris si prende la responsabilità di modificarla con l'aiuto di Tuvok, ma nel farlo si scopre che Seska l'ha alterata, e i sistemi della nave si disattivano. Tuvok e Paris sono prigionieri della simulazione, dove i protocolli di sicurezza sono stati disattivati e si prodigano per cercare di uscirne, fino a quando capiscono che l'unico modo per terminare la simulazione è uccidere il personaggio di Seska.
- Altri interpreti: Martha Hackett (Seska)

## Il patto dello scorpione(prima parte)
- Titolo originale: Scorpion: Part 1
- Diretto da: David Livingston
- Scritto da: Brannon Braga e Joe Menosky

### Trama
In procinto di entrare nello spazio dei Borg, la Voyager assiste ad uno scontro tra quindici cubi e un'altra specie, durante il quale i Borg vengono sconfitti senza difficoltà. Durante una ricognizione su un cubo semidistrutto, il guardiamarina Kim viene infettato da alcune cellule appartenenti agli alieni misteriosi: questi inoltre comunicano telepaticamente a Kes, mostrandole immagini spaventose e il proposito di distruggere ogni forma di vita della Galassia. Evitare sia i Borg che la nuova specie aliena è impossibile e l'alternativa è tornare indietro e restare nel quadrante Delta. Il capitano Janeway decide quindi di cercare un'alleanza con i Borg per sconfiggere il nuovo nemico, anche se Chakotay non è d'accordo perché pensa che i Borg saranno fedeli alla loro natura e prima o poi li tradiranno.
- Altri interpreti: John Rhys-Davies (Leonardo da Vinci)
- La seconda parte di questo episodio appartiene alla quarta stagione.